# København-Bonn-erklæringerne
København-Bonn-erklæringerne blev afgivet i 1955 af såvel den danske som den vesttyske regering. Erklæringerne fastslår, at bekendelsen til dansk eller tysk nationalitet og kultur i det dansk-tyske grænseland i Sønderjylland er fri og ikke må efterprøves. 
København-Bonn-erklæringerne skal dermed sikre, at folkegrupper på begge sider af grænsen kan bevare deres nationale og kulturelle identitet. Erklæringerne danner rammen om den nuværende sameksistens i Nordslesvig (de sønderjyske landsdele) og Sydslesvig.

## Eksterne ressourcer
- Den sønderjyske historiekanon: København-Bonn-erklæringerne Arkiveret 21. september 2020 hos  Wayback Machine
- Om København-Bonn erklæringerne på http://danmarkshistorien.dk